# Péterfy Sándor
Péterfy Sándor (névváltozat: Péterfi, Péterffy; Nemescsó, Vas vármegye, 1841. augusztus 3. – Pándorfalu, 1913. augusztus 10.) állami tanítónőképző-intézeti tanár, tanügyi író.

## Élete

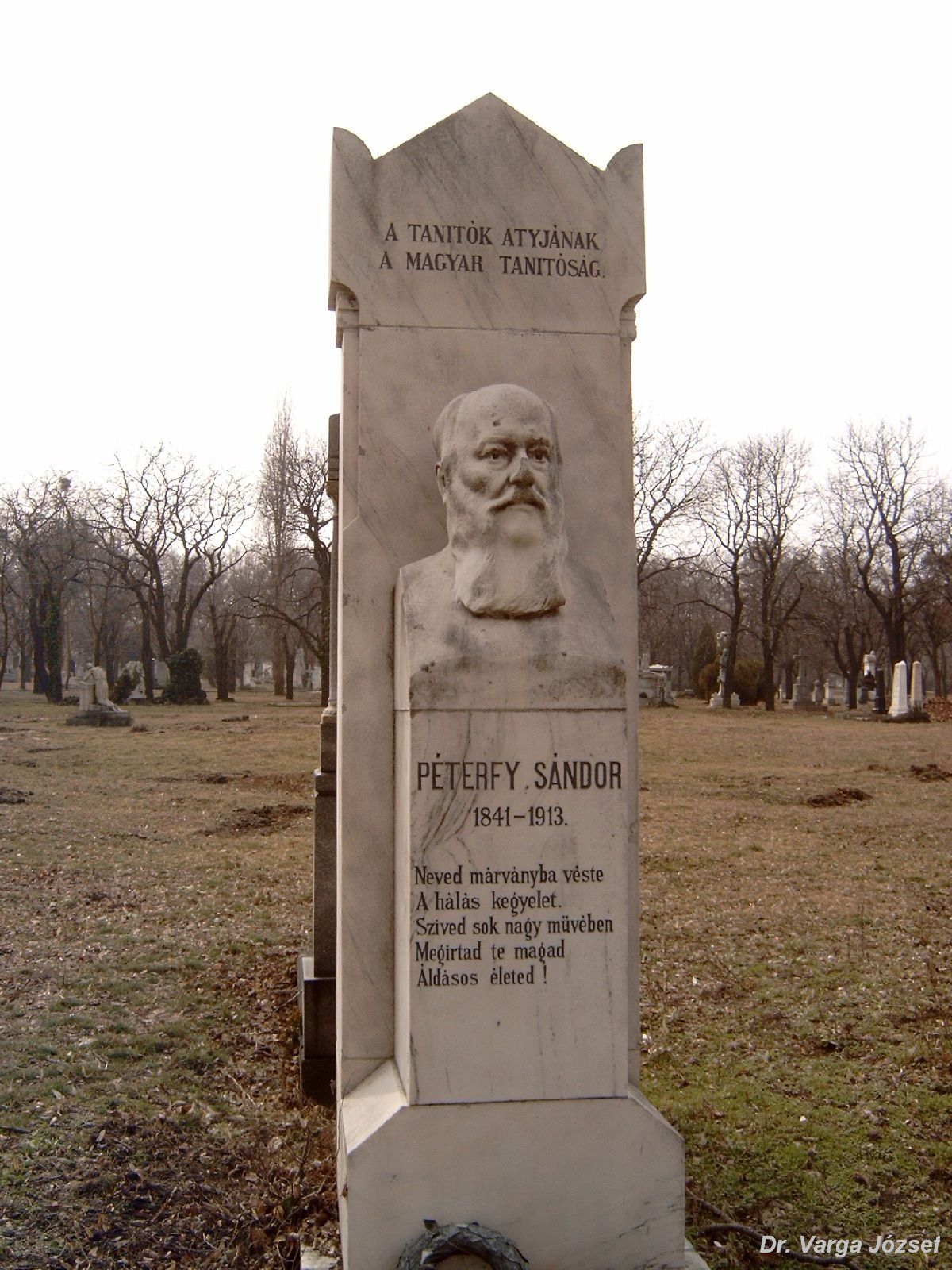
Sírja a Fiumei úti sírkertben (9-1-14). (Szobrász: Istók János)

Péterfi József szegény földműves és Takács Erzsébet fia. Népiskolai oktatását Bruck Henrik későbbi soproni képzőintézeti tanártól és Zeberer Ágostontól, a svájci híres Zeller-képzőjéből kikerült tanítótól nyerte. 1852-ben a kőszegi evangélikus gimnáziumba ment; az algimnázium bevégzése után 1856-ban családi körülményei nem engedvén meg a további iskolázást, a tanítói pályára szánta magát és beállott Bruck mellé tanítónövendéknek. Ennek és Beyer János kőszegi tanárnak támogatása, emellett rendkívüli szorgalmas tanulás által oda jutott, hogy a képző tanfolyam tárgyait mind egy év alatt elsajátította. A számtani és mértani tárgyakban egy csói mérnök volt a mestere. A zongorázás- és orgonálásban is szépen haladt. Több helyre hívták meg rendes tanítónak, de ő inkább tanulni vágyott és ezért 1857-ben Nagygeresdre (Sopron vármegye) ment segédtanítónak, a legjelesebb néptanítók egyike, Németh Ferenc mellé. Ugyanebben az évben a sopron megyei esperességi tanügyi bizottság előtt letette a tanítói vizsgálatot. 1858-ban Győrbe ment nevelőnek Rupprecht tábornok gyermekei mellé. Itt csak néhány hónapot töltött, mert a tábornokot áthelyezték Lengyelországba. Azután Répceszemerén Nagy János gyermekeinek lett nevelője. Mikor a fiú Sopronban letette a vizsgálatot, Péterfy előkészítette az utat arra, hogy a soproni képzőbe léphessen. Pálffy József igazgató szívesen fogadta és felvette őt a tanítóképző felső tanfolyamába tanulónak, de megbízta egyúttal az előkészítő folyamban (praeparandia) két tárgy tanításával. Fennmaradt idejét a líceumban töltötte, hallgatta Király József Pált és Domanovszkyt; emellett mint tanító Nagy János családjában működött. Letette a képesítő vizsgálatot és a dunántúli kerület által a tanítók számára szervezett póttanfolyamban, mint a kerülettől megválasztott képzőintézeti segédtanító tanított 1861-ig. Egy év múlva Nagykanizsára ment, hogy ott az evangélikus gyülekezet iskoláját szervezze. 1863-ban meghívták Győrbe, ahol 1865-ig működött mint tanító, amikor a pesti evangélikus gyülekezet megválasztotta tanítónak. 1874-ben az iskola igazgatását reá bízták. 1877-ben a közoktatási minisztérium kinevezte a sugár úti tanítóképző tanárául. Ebben az állásában működött 1896-ban történt nyugdíjaztatásáig. Később a kisdedóvó-képző intézet és kisdednevelés körében értékesítette tapasztalatait. A népnevelők pesti egyletének hosszú ideig elnöke volt. Egyike volt azoknak, akik az egyetemes tanítógyűléseket 1870-ben létrehozták. Ő alapította az Eötvös-alapot, melynek 1875-től 1900-ig elnöke volt. A tanítóság országos bizottságának tevékeny tagja és a képzőintézeti tanártestületnek elnöke volt. A minisztérium 1868-ban a tankönyvbíráló bizottságba hívta meg, 1872-től a közoktatási tanácsnak is tagja volt. Nyugdíjaztatásakor Ferenc József királyi tanácsosi címmel tüntette ki, a tanítóság pedig arcképét lefestette és az ugyanazon évben (1896) ülésező egyetemes tanítógyűlésen ünnepéllyel leleplezte. Kitartó buzgalommal dolgozott a tanítók-háza megalkotásán, melyet 1899-ben sikerült Budapesten létrehoznia. Az Eötvös-alap újjászervezése alkalmából (1899. december 28.) fényes ovációt rendeztek tiszteletére. Németországban meglátogatta a nevezetesebb iskolákat és a hazának több vidékén tett tanügyi utazásokat.
Munkatársa volt 1865-től néhány évig a Protestáns Egyházi és Iskolai lapnak; írt a Vasárnapi Ujságba és a Magyar Tanügybe.

## Emlékezete
- Budapest VII. kerületében 1914 óta utca viseli a nevét.
- Szülőhelyén, Nemescsón ugyancsak az ő nevét viseli a község főutcája (a 8636-os út csaknem teljes belterületi szakasza).
- Győrben[2] és Nagykanizsán[3] iskolát neveztek el róla.

## Újságcikkei
Cikkei a Népnevelők Lapjában (1869. Gyakorlati értekezés a legfontosabb elemi iskolai tantárgyakról, 1871-72. Az ige határozott és határozatlan alakjának ismertetése, Milyen könyvet adjunk a gyermekek kezébe, A népoktatás ügye hazánkban, 1873. A gyakorló iskolákról, A világkiállítás és a néptanító, Az iskolai jó fegyelem alapfeltételei, A népiskola V. és VI. osztályáról, A világkiállításról, A népnevelők pesti egyesületének jövője, 1874. A tankönyvek és taneszközök megállapításának módjáról, 1875-76. Az Eötvös-alapról, elnöki jelentés a népnevelők pesti egyesületének működéséről, Nyelvtani leczkék, Berzsenyi Dánielnek a népnevelésre vonatkozó gondolatai, Kanya Pálról, Képek a tanítói életről, 1877. Eötvös emléke, 1878-79. Közgyűlési megnyitó beszéd, 1881. A néptanítói egyesületek szövetségéről, 1882. Az Eötvös-alap és a tanítók árvaháza, 1883. Örley Jánosról, 1884. A tanító teendője szoczialisztikus törekvésekkel szemben, 1885. A jó néptanító ismertető jellemvonása a szerénység, A jó néptanító holtig tanul, Idealismus nélkül a néptanító nem boldogul és nem boldogíthat, Hetényi Jánosról, Az árvaház keletkezéséről, 1886. Az ismétlő oktatásról és az ismétlő iskolai kézikönyvekről, Mayer Miksa koporsójánál, 1887. Vajda Péter iskolai rendszeréről, Milyen volt a népoktatásügy Budán ezelőtt száz évvel, Minő paedagogiai nézeteket hirdettek a Hunyadiak korában, Karacs Teréz paedagogiai nézeteiről, Göndöcs Lajos sírjánál, 1888. Trefort Ágostonról, Növendékeink egyéniségének kipuhatolásáról, Kálnay Nándor jubileumáról, dr. Márki Józsefről, Göndöcs Lajos emlékezete, 1890. Szathmáry Györgyről, 1891. Széchenyi István gróf nevelésügyi gondolatai, 1892. Hogyan ünnepeljünk a millennium alkalmával, 1895. Vélemény a vármegyék népoktatásügyi történetének megiratására vonatkozókra nézve, 1896-97. Az V. egyetemes tanítói gyűlésen tartott megnyitó beszéd, 1898. Szathmáry György emlékezete, Az 1848. évi eseményekről, Az Eötvös-alap mensa akademikája, 1901. Két nagy nemzeti alap megalkotásának vázlatos tervezete sat.); a Néptanítók Ismerettárában (1873. Molnár Aladár), a budapesti tanítótestület 1874. Évkönyvében (Az ABC-és könyvekről és az olvasástanításról); a Paedagogiai-társaság Évkönyvében (1879. Schedius Lajos János, A Ratio educationis II. részéből, a nép- és a grammatikai iskolák tantervének ismertetése, A magyarhoni ág. hitv. evangélikusok 1842. iskolai rendszerének a népiskolákra vonatkozó része); a Nemzeti Nőnevelésben (1880 óta részt vesz a lap szerkesztésében; A leányiskoláinknak a nemzeti művelődés nagy jelentőségű tényezőivé kell lenniök, Paedagogiai levelek, A veres kereszt országos segélyző nőegyesület, Az első hazai tanítóképző-intézet felállításának rövid története, Eötvös József báró emlékezete, Gyakorlati tanítás az anyanyelvtani oktatás köréből, Gyakorlati tanítás az 1848. törvények szentesítésének évfordulójára, A földrajzi oktatás s módszere a XVIII. században. A «vaskapu» ismertetése, 1880. II. k. Paedagogiai levelek, A népnevelési egyesületekről, A testi nevelés leányiskoláinkban, Természettani oktatás, A földrengésekről, 1881. Hogyan neveljük kisdedeinket? Ellehetnek-e a leányiskolák tanítónők nélkül? Megmaradhat-e a tanítónő hivatalában férjhez menetele után? Szilassy János, József nádorról, Tökéletesítsük leányiskoláinkat, Rousseau és Emilje, Nemzeti nyelvünk diadala 1847-ben, 1882. Hogyan neveljük kisdedeinket? Fröbel Frigyes és működése, A magyarországi közp. Frőbel-nőegyesületről, A burgonya vegytanából, A Szádelői völgy, A vizáról, Hogyan neveljük kisdedeinket, Magyar nevelőnők képzése, A polg. leányiskolák részletes tantervéről, Nagy Károly frank királyról, Az iskola hatásának akadályai, Képek az iskolai életből, A pálmákról, 1884. Képek az iskolai életből, A szemléltetési eszközökről, A németországi felső leányiskolai egyesületek, A szemléltetési oktatásról, 1885. A két Mária Dorothea főherczegnőről, Fővárosunk leánynevelő-intézetei a XIX. század elején, Egyesületi életünkről, Karacs Teréz levele, 1886. Az iskola régi hibái, Leányiskolai nevelési rendszerünk, Mayer Miksa, Egy régi könyv: Karacsay Fedor gróf műve a kézimunkaoktatásról, 1887. Budai leányiskolák és nevelőintézetek 1775-1825., Karacs Teréz életéből, A mondat tárgyának ismertetése, 1888. Gönczy Pál jubileuma, 1889. nevelőnőképzés a tanítóképző-intézetekben, 1890. Szathmáry György és Lévay Ferencz, A szülőföld ismertetése, 1892. Hunfalvy Pálról, 1893. Hunfalvy Pál nevelési elméletéből, 1894. A népoktatásügyi törvény szentesítésének 25. évfordulója); a M. Paedagogiai Szemlében (1880. Simai István); a Néptanítók Lapjában (1882. Molnár Aladár emlékezete, 1894. Kossuth Lajos a közoktatásügy szolgálatában 1897. Wesselényi Miklós báróról, Mária Terézia első intézkedése a magyar népoktatásügy érdekében, Melanchton Fülöpről, 1898. Zichy Antalról, Az 1848. tanügyi eseményekről, 1900. A Benedek-rendről, 1902. Festetics György grófról, A Georgikon ünnepén, A váczi siketnéma-intézet keletkezéséről); a M. Tanítóképzőben (1890. A tanítóképzés reformálása 1848-ban, Tanítóképző-intézeteink a kisdedóvás szolgálatában, Zeneoktatásunk és a kántorképzés, 1895. Az első magyar tanügyi kongresszusról, 1893-95. könyvism.).

## Munkái
- Olvasókönyv. Pest, 1865. Két rész (Országos m. ipariskolai tankönyvek; a II. részt Batizfalvy István, Mauritz Rezső és Torkos Lászlóval együtt írta).
- Magyar-német olvasókönyv. Elemi iskolák számára. Pest, 1868. (Falvay Antallal együtt. Németül is megjelent).
- Nyelvtani példatár a népiskola III. osztálya számára. Budapest, 1877. (Vajdafy Gusztávval együtt).
- ABC- és olvasókönyv. Budapest, 1878. (Második kiadás, Lakits Vendel, Luttenberg Ágost és Sretvizer Lajossal együtt).
- Képes magyar olvasókönyv az elemi népiskolák I-VI. osztálya számára. Budapest, 1878. Öt kötet. (Komáromy L., Lakits V., Luttenberg Á.-val együtt).
- Természetrajzi olvasókönyv a népiskolák felső osztályai számára. Budapest, 1878.
- Hetényi János paedagogiai munkáiról. Budapest, 1886.
- Olvasókönyv felnőttek oktatására, ismétlő- és népiskolák, népkönyvtárak számára. Kiadja a budapesti népoktatási kör. Budapest,... (3. kiadás. Budapest, 1888).
- Olvasókönyv a tanító- és tanítóképző-intézetek I. osztálya számára. Budapest. 1888. Két kötet. (Kiss Áron és Komáromy L.-sal együtt. 2. jav. kiadás. Budapest, 1891).
- Kisdedóvó-intézetek kézi könyvei. Budapest, 1893. Három kötet. (I. Verseskönyv, II. Meséskönyv, III. Dalos- és Játékoskönyv. Kiss Á., Pósa Lajos és Tihanyi Á.-val együtt).
- A magyar elemi iskolai népoktatás történetei. Írta a vallás- és közoktatásügyi m. kir. miniszter megbízásából, Budapest. 1896. Két kötet.
- Az 1848. törvényekről és tanügyi eseményekről. Budapest, 1898.
- Francke Ágost Hermann. Budapest, 1903. (Népnevelők Könyvtára 19.).

Szerkesztette a Népnevelők Lapját 1872-73-ban Budapesten.